# Prêmio do Júri do Festival de Cannes
O Prêmio do Júri do Festival de Cannes (no original Prix du jury du Festival de Cannes) é uma condecoração anual entregue no Festival de Cannes aos filmes premiados pelo júri desde 1946.

## Vencedores
| Ano  | Filme                                                                         | Diretor                                                                       | Nacionalidade                                                                 |
| ---- | ----------------------------------------------------------------------------- | ----------------------------------------------------------------------------- | ----------------------------------------------------------------------------- |
| 1946 | La Bataille du rail                                                           | René Clément                                                                  | França                                                                        |
| 1951 | All About Eve                                                                 | Joseph L. Mankiewicz                                                          | Estados Unidos                                                                |
| 1952 | Nous sommes tous des assassins                                                | André Cayatte                                                                 | França                                                                        |
| 1954 | Monsieur Ripois                                                               | René Clément                                                                  | França                                                                        |
| 1955 | Continente perduto                                                            | Enrico Gras Giorgio Moser Leonardo Bonzi                                      | Itália                                                                        |
| 1956 | Le Mystère Picasso                                                            | Henri-Georges Clouzot                                                         | França                                                                        |
| 1957 | Kanał                                                                         | Andrzej Wajda                                                                 | Polónia                                                                       |
| 1957 | Det sjunde inseglet                                                           | Ingmar Bergman                                                                | Suécia                                                                        |
| 1958 | Mon oncle                                                                     | Jacques Tati                                                                  | França                                                                        |
| 1959 | Sterne                                                                        | Konrad Wolf                                                                   | Alemanha Ocidental                                                            |
| 1960 | L'avventura                                                                   | Michelangelo Antonioni                                                        | Itália                                                                        |
| 1960 | Kagi                                                                          | Kon Ichikawa                                                                  | Japão                                                                         |
| 1961 | Matka Joanna od Aniołów                                                       | Jerzy Kawalerowicz                                                            | Polónia                                                                       |
| 1962 | Procès de Jeanne d'Arc                                                        | Robert Bresson                                                                | França                                                                        |
| 1962 | L'Eclisse                                                                     | Michelangelo Antonioni                                                        | Itália                                                                        |
| 1963 | Harakiri                                                                      | Masaki Kobayashi                                                              | Japão                                                                         |
| 1963 | Až přijde kocour                                                              | Vojtěch Jasný                                                                 | Tchecoslováquia                                                               |
| 1964 | Suna no onna                                                                  | Hiroshi Teshigahara                                                           | Japão                                                                         |
| 1965 | Kwaidan                                                                       | Masaki Kobayashi                                                              | Japão                                                                         |
| 1966 | Alfie                                                                         | Lewis Gilbert                                                                 | Reino Unido                                                                   |
| 1969 | Z                                                                             | Costa-Gavras                                                                  | Grécia                                                                        |
| 1970 | Magasiskola                                                                   | István Gaál                                                                   | Hungria                                                                       |
| 1970 | The Strawberry Statement                                                      | Stuart Hagmann                                                                | Estados Unidos                                                                |
| 1971 | Szerelem                                                                      | Károly Makk                                                                   | Hungria                                                                       |
| 1971 | Joe Hill                                                                      | Bo Widerberg                                                                  | Suécia                                                                        |
| 1972 | Slaughterhouse Five                                                           | George Roy Hill                                                               | Estados Unidos                                                                |
| 1973 | Sanatorium pod klepsydrą                                                      | Wojciech Has                                                                  | Polónia                                                                       |
| 1973 | L'Invitation                                                                  | Claude Goretta                                                                | Suíça                                                                         |
| 1980 | Constans                                                                      | Krzysztof Zanussi                                                             | Polónia                                                                       |
| 1983 | Kharij                                                                        | Mrinal Sen                                                                    | Índia                                                                         |
| 1985 | Oberst Redl                                                                   | István Szabó                                                                  | Hungria                                                                       |
| 1986 | Thérèse                                                                       | Alain Cavalier                                                                | França                                                                        |
| 1987 | Yeelen                                                                        | Souleymane Cissé                                                              | Mali                                                                          |
| 1987 | Shinran: Shiroi michi                                                         | Rentarō Mikuni                                                                | Japão                                                                         |
| 1988 | Krótki film o zabijaniu                                                       | Krzysztof Kieślowski                                                          | Polónia                                                                       |
| 1989 | Jésus de Montréal                                                             | Denys Arcand                                                                  | Canadá                                                                        |
| 1990 | Hidden Agenda                                                                 | Ken Loach                                                                     | Reino Unido                                                                   |
| 1991 | Europa                                                                        | Lars von Trier                                                                | Dinamarca                                                                     |
| 1991 | Hors la vie                                                                   | Maroun Bagdadi                                                                | Líbano                                                                        |
| 1992 | El sol del membrillo                                                          | Víctor Erice                                                                  | Espanha                                                                       |
| 1992 | Samostoyatelnaya zhizn                                                        | Vitali Kanevski                                                               | Rússia                                                                        |
| 1993 | Xi meng ren sheng                                                             | Hou Hsiao-hsien                                                               | Taiwan                                                                        |
| 1993 | Raining Stones                                                                | Ken Loach                                                                     | Reino Unido                                                                   |
| 1994 | La reine Margot                                                               | Patrice Chéreau                                                               | França                                                                        |
| 1995 | N'oublie pas que tu vas mourir                                                | Xavier Beauvois                                                               | França                                                                        |
| 1995 | Carrington                                                                    | Christopher Hampton                                                           | Reino Unido                                                                   |
| 1996 | Crash                                                                         | David Cronenberg                                                              | Canadá                                                                        |
| 1997 | Western                                                                       | Manuel Poirier                                                                | França                                                                        |
| 1998 | La Classe de neige                                                            | Claude Miller                                                                 | França                                                                        |
| 1998 | Festen                                                                        | Thomas Vinterberg                                                             | Dinamarca                                                                     |
| 1999 | A Carta                                                                       | Manoel de Oliveira                                                            | Portugal                                                                      |
| 2000 | Takhté siah                                                                   | Samira Makhmalbaf                                                             | Irão                                                                          |
| 2000 | Sånger från andra våningen                                                    | Roy Andersson                                                                 | Suécia                                                                        |
| 2002 | Yadon ilaheyya                                                                | Elia Suleiman                                                                 | Palestina                                                                     |
| 2003 | Panj é asr                                                                    | Samira Makhmalbaf                                                             | Irão                                                                          |
| 2004 | Sud pralad                                                                    | Apichatpong Weerasethakul                                                     | Tailândia                                                                     |
| 2004 | The Ladykillers                                                               | Joel e Ethan Coen                                                             | Estados Unidos                                                                |
| 2005 | Qīng hóng                                                                     | Wang Xiaoshuai                                                                | China                                                                         |
| 2006 | Red Road                                                                      | Andrea Arnold                                                                 | Reino Unido                                                                   |
| 2007 | Persepolis                                                                    | Marjane Satrapi Vincent Paronnaud                                             | França                                                                        |
| 2007 | Stellet Licht                                                                 | Carlos Reygadas                                                               | México                                                                        |
| 2008 | Il Divo                                                                       | Paolo Sorrentino                                                              | Itália                                                                        |
| 2009 | Bakjwi                                                                        | Park Chan-wook                                                                | Coreia do Sul                                                                 |
| 2009 | Fish Tank                                                                     | Andrea Arnold                                                                 | Reino Unido                                                                   |
| 2010 | Un homme qui crie                                                             | Mahamat-Saleh Haroun                                                          | Chade                                                                         |
| 2011 | Polisse                                                                       | Maïwenn                                                                       | França                                                                        |
| 2012 | The Angels' Share                                                             | Ken Loach                                                                     | Reino Unido                                                                   |
| 2013 | Soshite chichi ni naru                                                        | Hirokazu Koreeda                                                              | Japão                                                                         |
| 2014 | Mommy                                                                         | Xavier Dolan                                                                  | Canadá                                                                        |
| 2014 | Adieu au Langage                                                              | Jean-Luc Godard                                                               | França                                                                        |
| 2015 | The Lobster                                                                   | Yorgos Lanthimos                                                              | Grécia                                                                        |
| 2016 | American Honey                                                                | Andrea Arnold                                                                 | Reino Unido                                                                   |
| 2017 | Nelyubov                                                                      | Andrey Zvyagintsev                                                            | Rússia                                                                        |
| 2018 | Capharnaüm                                                                    | Nadine Labaki                                                                 | Líbano                                                                        |
| 2019 | Bacurau                                                                       | Kleber Mendonça Filho Juliano Dornelles                                       | Brasil                                                                        |
| 2019 | Os Miseráveis                                                                 | Ladj Ly                                                                       | França                                                                        |
| 2020 | O Festival foi cancelado devido a pandemia da Covid-19. Não houve premiações. | O Festival foi cancelado devido a pandemia da Covid-19. Não houve premiações. | O Festival foi cancelado devido a pandemia da Covid-19. Não houve premiações. |
| 2021 | Ahed's Knee                                                                   | Nadav Lapid                                                                   | Israel                                                                        |
| 2021 | Memoria                                                                       | Apichatpong Weerasethakul                                                     | Tailândia                                                                     |
| 2022 | Le otto montagne                                                              | Felix van Groeningen e Charlotte Vandermeersch                                | Itália                                                                        |
| 2022 | EO                                                                            | Jerzy Skolimowski                                                             | Polónia                                                                       |
| 2023 | Kuolleet lehdet                                                               | Aki Kaurismäki                                                                | Finlândia                                                                     |
| 2024 | Emilia Pérez                                                                  | Jacques Audiard                                                               | França                                                                        |
| 2025 | Sirât                                                                         | Oliver Laxe                                                                   | Espanha/ França                                                               |
| 2025 | In die Sonne schauen                                                          | Mascha Schilinski                                                             | Alemanha                                                                      |